# Scrapper Blackwell
Scrapper Blackwell (Syracuse, 21 febbraio 1903 – Indianapolis, 7 ottobre 1962) è stato un chitarrista statunitense esponente degli stili Chicago Blues e Piedmont Blues. Viene ricordato soprattutto per la sua collaborazione con il pianista Leroy Carr portata avanti tra la fine degli anni venti e la metà degli anni trenta.

## Biografia
Blackwell nacque a Syracuse, Carolina del Nord, come uno dei 16 figli avuti da Payton ed Elizabeth Blackwell. In parte Cherokee, crebbe e trascorse gran parte della sua vita a Indianapolis, nell'Indiana. Sebbene suo padre suonasse il violino, Blackwell imparò a suonare la chitarra da autodidatta e costruì il suo primo strumento (cigar box guitar) utilizzando scatole di sigari, pezzi di legno e cavi. Imparò anche a suonare il pianoforte, esibendosi talvolta in maniera professionistica. Durante la sua adolescenza, Blackwell era un musicista part-time e il lavoro lo portò a viaggiare sino a Chicago.
Nonostante fosse conosciuto per avere un carattere introverso e difficile, Blackwell si unì al pianista Leroy Carr che aveva conosciuto ad Indianapolis verso la metà degli anni venti e i due intrapresero una proficua relazione musicale. Nel 1928 Carr convinse Blackwell a registrare con lui del materiale per l'etichetta discografica Vocalion; il risultato fu How Long, How Long Blues, che divenne la più importante hit blues di quell'anno.
Blackwell registrò per la Vocalion anche del materiale da solista, inclusa la canzone Kokomo Blues, che venne in seguito ripresa da Kokomo Arnold (che cambierà il titolo in Old Kokomo Blues) e da Robert Johnson, sotto il titolo di Sweet Home Chicago.
Tra il 1928 ed il 1935 Blackwell e Carr effettuarono dei tour attraverso tutto il Midwest ed il Sud degli Stati Uniti, diventando delle star della scena musicale blues e registrando più di 100 pezzi. L'ultima collaborazione con Carr risale al febbraio 1935: durante una registrazione per la Bluebird i due litigarono e lasciarono lo studio nel bel mezzo della sessione. Due mesi più tardi Blackwell ricevette una telefonata che lo informava che Carr, il quale aveva da tempo una forte abitudine di bere alcool, era morto di nefrite. Blackwell a questo punto pubblicò My Old Pal Blues, un tributo verso colui che era stato suo partner per ben sette anni e decise di ritirarsi dalle scene.
Verso la fine degli anni cinquanta, durante il periodo di folk e blues revival, Blackwell venne riscoperto ad Indianapolis dal produttore musicale Art Rosenbaum che gli propose di rilanciare la sua carriera. Nel 1962 registrò un album per Prestige/Bluesville Records ma nell'ottobre di quello stesso anno, quando ormai era pronto per dedicarsi di nuovo a tempo pieno alla musica, venne ucciso da un colpo di arma da fuoco durante una rapina avvenuta in un vicolo di Indianapolis. Il crimine rimane tutt'oggi irrisolto.
Blackwell è stato sepolto al cimitero di New Crown, in Indianapolis.